# 狂った太陽 (吉川晃司の曲)
「狂った太陽」（くるったたいよう）は、吉川晃司が2005年2月1日にリリースした32枚目のシングル。

## 収録曲
1. 狂った太陽
  - 作詞：吉川晃司・Jam／作曲：吉川晃司／編曲：菅原弘明
2. 地上より永遠に
  - 作詞：Jam／作曲：吉川晃司／編曲：菅原弘明
3. 狂った太陽（Instrumental）

## 収録アルバム
- 狂った太陽
  - BEST BEST BEST 1996-2005
  - SINGLES+（2014年）
- 地上より永遠に
  - B-SIDE+（2014年）